# ترخس شيحي
ترخس شيحي (الاسم العلمي:Trechus artemisiae) هو نوع من الحشرات يتبع جنس الترخس من فصيلة الخنافس الأرضية.